# 波音737 MAX停飞事件
波音737 MAX停飞事件（英語：Boeing 737 MAX groundings）是指2019年3月埃塞俄比亚航空302号班机空难之后，多国民航主管部门和航空公司因担忧波音737 MAX系列客机的安全性而停止其商业运行的事件。該月10日，埃塞俄比亚航空一架波音737 MAX 8型飞机在起飞阶段坠毁，机上人员全数遇难。由于该空难与2018年10月印度尼西亚狮子航空610号班机空难有较多共同之处（兩起空難涉事機型均为機齡不足半年的737 MAX 8；兩宗空難皆在起飞阶段失事，均疑似因为攻角传感器故障或机动特性增强系统(即是MCAS系統）过度反应导致機師与電腦导航恶性对抗最终使得飞机失速坠毁），使得多国民航主管部门和航空公司担忧该客机的安全性。
事件造成當時全数374架已交付的波音737 MAX系列客机均被停飞，新生产的737 MAX系列客机亦停止交付客户；因民航监管部门近期内无法授权其商业运行，波音公司亦于2020年1月起暂停737 MAX的生产。直到2020年11月18日，部分国家航空管理部门开始恢复737 MAX系列客机的飞行许可。
美國《西雅圖時報》報導指出有關方面嚴重缺失安全意識，其中聯邦航空總署（FAA）甚至將審定評核工作判給波音公司自行處理，造成波音“球員兼裁判”。美國運輸部等监管部门已就事件是否涉及腐敗對FAA展開調查。因对相关问题处理不当，波音首席执行官于2019年12月23日被解僱。
2024年1月，阿拉斯加航空1282号班机在爬升阶段，高度約16,000英尺時，原預留為应急逃生门但已封閉的門塞爆裂，导致机舱失压，再度引起关于波音737 MAX的安全疑虑。隨後，美国联邦航空局禁飞配置与阿拉斯加航空公司1282号航班类似的737 MAX 9构型。

## 背景

### 737 MAX 客机
截至2019年2月，波音共交付376架737 MAX系列客机，其中2架坠毁，尚存374架。此外尚有4636架未交付订单。
目前波音给出的数据显示737 MAX的前五大用户分别为美国西南航空（31架）、美国GE金融航空服务（25架）、美国航空（24架）、加拿大航空（23架）和挪威航空（18架）。中国南方航空拥有16架737 MAX，另外通过向租赁机构租赁8架的方式，以24架737 MAX的规模与美国航空并列为世界第二大737 MAX机队。中国东方航空拥有14架737 MAX（11架由上海航空运营），中国国际航空则拥有15架。
未交付订单量前五位则分别为西南航空（249架）、迪拜航空（237架）、越捷航空（200架）、狮子航空（187架）和航空租赁公司（154架）。2019年2月美国总统唐纳德·特朗普訪問越南时，曾撮合越捷航空向波音购买100架737 MAX客机。狮子航空即是2018年10月空难失事飞机的所属航空公司。

### 狮子航空610号班机

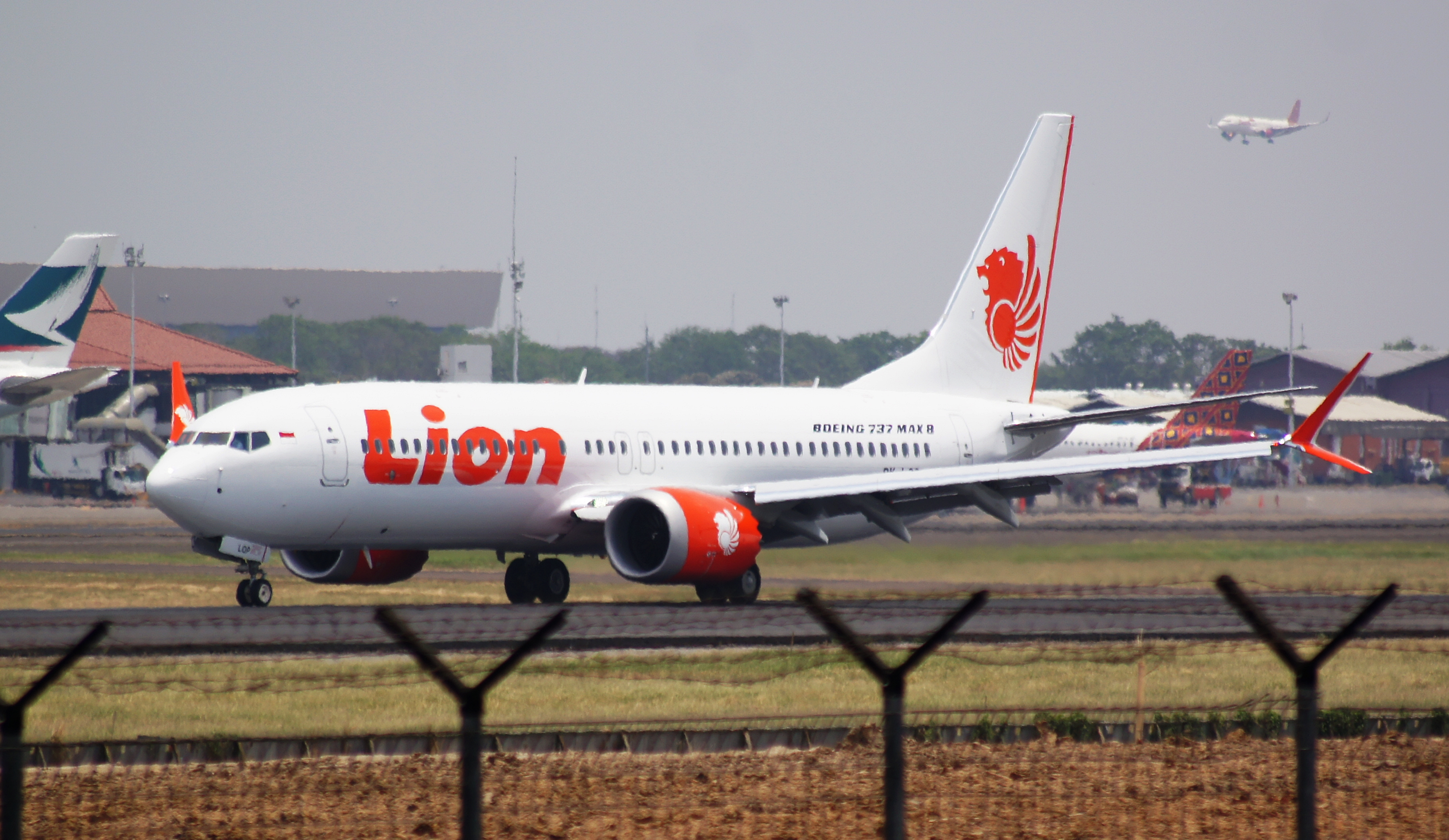
註冊編號PK-LQP的失事飛機，攝於2018年9月

2018年10月29日，印尼狮子航空一架波音737 MAX 8型客机（註冊編號：PK-LQP）执飞由雅加达苏加诺-哈达国际机场飞往邦加槟港德帕蒂·阿米尔机场的航班途中，于起飞后13分钟坠毁于爪哇海，机上人员全数遇难。涉事客機由中国中民投租赁公司擁有，於2018年7月30日首飛，同年8月13日租賃予狮子航空，8月18日投入服務，機齡僅兩個月。
据印尼國家運輸安全委員會初步调查报告，失事客机在最后4次飞行时，飞机仪表已经发生故障，其中一次影响了攻角传感器和空速指示器的操作，失事航班出现了其中一个攻角传感器输入读数错误。据报道，狮航机务人员在接到攻角传感器数据不可靠的报修后，仅采取了清理管路的不当维修操作。根据空难的初步调查结果，制造商波音于11月6日发表声明称，将向飞机运营商发布操作手册通告，告知运营商如何处理攻角传感器输入错误读数的情况。波音通过调查发现，在某些情况下，若查觉有失速（气流平衡被破坏）可能，737 MAX客机可能会自动降低机头。根据波音发布的通告，美国联邦航空管理局于11月7日对737 MAX 8发布适航指令，警告受影响的美国航空公司和外国适航主管部门。

### 埃塞俄比亞航空302号班机

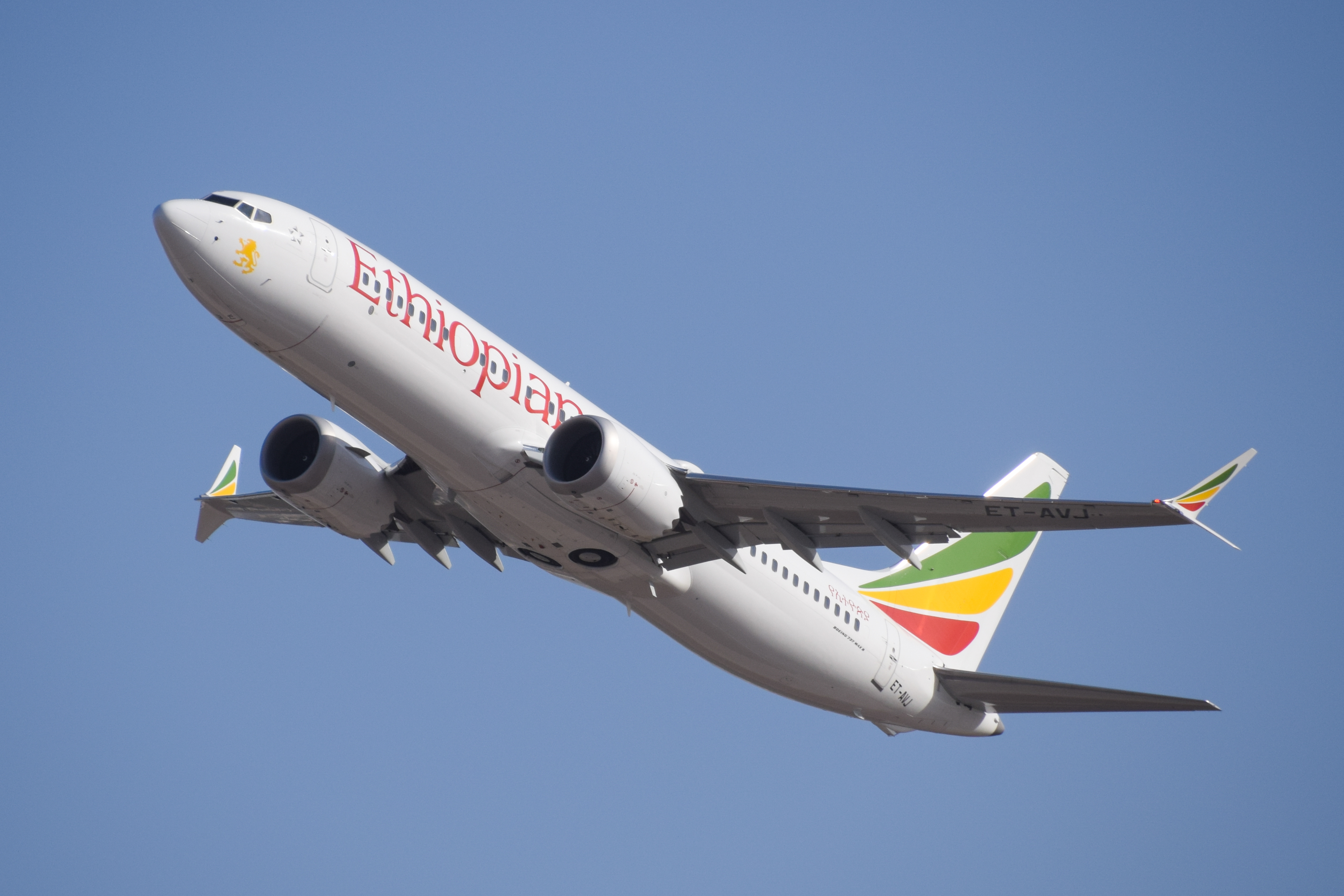
註冊編號ET-AVJ的失事客機，攝於2019年2月

2019年3月10日，埃塞俄比亚航空一架波音737 MAX 8型客机（注册编号：ET-AVJ）载有157人从亚的斯亚贝巴飞往内罗毕的航班途中，於起飞后6分钟坠毁于距離机场62公里外的小镇德布雷塞特，机上人员全部遇难。涉事飞机于2018年10月30日首飛，同年11月15日交付，机龄仅4个月。
找到黑盒後，埃塞俄比亞民航局決定不把黑盒交給美國國家運輸安全委員會，而是交給法國航空事故調查處分析。初步調查報告於4月4日公布，指出機師已完全遵從波音及美国联邦航空管理局發出的建議和指引去處理緊急情況，但仍無法修正控制系統持續壓低機頭的情況。

## 過程

### 2019年

#### 3月11日

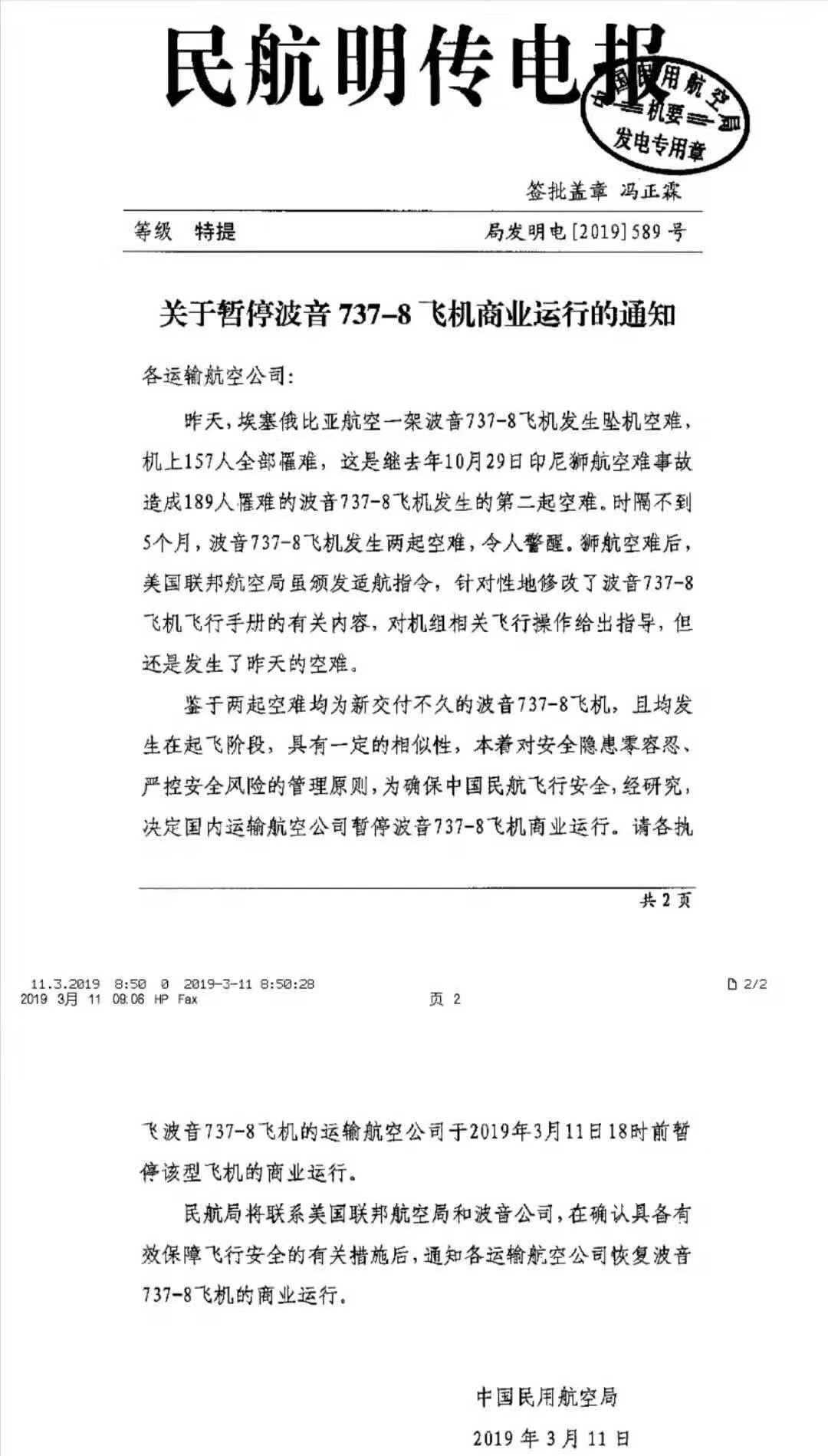
《关于暂停波音737-8飞机商业运行的通知》（局发明电〔2019〕589号）影印件

3月11日上午9时50分，中华人民共和国的中国民用航空局发出《关于暂停波音737-8飞机商业运行的通知》（局发明电〔2019〕589号），要求该国国内运输航空公司于3月11日18时前暂停波音737-8飞机的商业运行。成为全球首份针对波音737 MAX型客机的禁飞指令。该局副局长李健其后对记者表示，对于最近发生飞行事故的波音737-8飞机，该局已经向波音公司发函，要求其对相关问题作为明确说明，并将派人参与对这款飞机及时跟进调查，“民航局一定会保证问题得到解决才‘放行’。”
随后，埃塞俄比亚航空公司表示，在该司302航班坠毁后，他们将停飞埃塞俄比亚境内的所有波音737 MAX飞机。印尼政府其后亦作同樣決定。同日，埃塞俄比亞航空、康姆航空、高爾航空、開曼航空、墨西哥国际航空、阿根廷航空亦决定將波音737MAX 8客機停飛。当晚，中华人民共和国的中国民用航空华东地区管理局要求暂停737MAX新飞机的引进工作。
美国运输部部长赵小兰当日表示，“我希望大家放心，我们会非常严肃地处理这些这些事故和意外。”美国联邦航空管理局随后发出适航通知表示，目前没有任何数据能得出结论证明埃航事故与去年10月狮航事故具有相似性，波音737 MAX机型仍然适航（Airworthiness）。波音公司首席执行官米伦伯格则表示，“我们对737 MAX的安全性非常有信心，对设计和制造该型号飞机的设计师和工作人员非常有信心”，并表示将在几周内进行软件升级。

#### 3月12日
3月12日，新加坡民航局宣佈當日下午二時起（UTC 06:00）禁止所有波音737 MAX客機在新加坡機場起飛及降落，以及飛越其領空。随后，澳大利亚、馬來西亞、阿曼和印度亦作相同決定。
同日，英国民用航空管理局、德国联邦交通和数字基础设施部、法国民用航空总局相继发出指令，禁止波音737-MAX系列客机在本国起降和飞越领空。欧洲航空安全局其后发布紧急适航指令（EAD 2019-0051-E），宣布自3月12日19:00（UTC）起禁止波音737-MAX8和737-MAX9型号飞机在欧盟境內起飛和降落，禁止波音737 MAX客机进入欧盟领空。截至3月12日24时，已有意大利、荷兰、越南等20个国家宣布停飞波音737-MAX系列客机。
当天，加拿大交通部部长马克·加尔诺表示，加拿大目前没有让该国所属的737 MAX 8客机停飞的计划，但“所有选项都摆在桌面”。3月12日下午，美国运输部部长赵小兰亲自搭乘美国西南航空737MAX8航班从得克萨斯州飞往华盛顿。美国联邦航空管理局代理局长丹尼尔·K·埃尔维尔发布声明表示，“截至目前，我们的审查结果没有显示系统性能问题，无法为飞机停飞提供依据。”波音方面当日则强调波音对飞机“安全充满信心”。并表示“FAA目前没有要求采取任何进一步行动，根据目前可获取的信息，我们没有任何依据向运营商发布新的指导意见。”

#### 3月13日
国际民用航空组织（ICAO）发言人表示，国际民航组织认可各国因埃塞俄比亚空难而拒绝使用波音737 MAX 8型客机的权利，目前正在等待正式调查结束。其后，加拿大阳翼航空宣布停飞波音737 MAX型飞机，加拿大航空则取消了由波音737 MAX型客机执飞的航班。当日下午，加拿大政府发表声明，宣布停飞波音737 MAX客机。巴西、阿根廷、墨西哥、巴拿马和泰国等30个国家和地区也于当天宣布禁飞该型客机，韩国大韩航空则宣布停止波音737 MAX型客机的引进工作。
3月13日下午，美国总统特朗普发表电视讲话表示，美国联邦航空管理局已经发布紧急命令，停飞所有波音737 MAX飞机，要求美国各航空公司停止使用波音737 MAX客机执行商业飞行，禁止各国的波音737 MAX飞机飞经美国空域。下午3时，美国联邦航空管理局发布禁飞令，要求美国各航空公司立即停飞波音737 MAX 8与MAX 9两型飞机，并暂时禁止该型号系列飞机进入美国领空。至此，所有持有波音737 MAX型客机的国家皆已停飞该型飞机。
其后，波音发布声明称，在与美国联邦航空管理局、美国国家运输安全委员会以及客户协商后，波音公司支持暂停737 MAX机型运营的行动。声明表示，波音公司继续对737 MAX机型的安全性充满信心，“我们正与调查人员合作，尽一切努力了解事故原因，部署安全措施，确保此类事件不再发生。”
香港民航處宣佈於香港時間下午六時起禁止波音737 MAX型飞机進出或飛越香港，直到另行通知。
澳門民航局宣佈暫停審批任何航空企業提交使用波音737 MAX 8 和MAX 9飛機的航班申請。

#### 3月14日及以后
3月14日，路透社援引消息人士的话报道称，美国国会已决定发起听证会，要求美国联邦航空管理局解释对波音737 MAX系列客机的禁飞决定为何拖延这么长时间才作出。
同日，中華民國交通部民用航空局表示，尚未有中華民國籍的航空公司操作波音737 MAX，但仍發佈編號CAA-2019-03-007適航指令，宣布當日台北時間19時起停止所有波音737 MAX飛入、飛越及飛出中華民國領空，同時停止所有操作波音737 MAX飛航計畫申請。
3月22日，波音被美国空军（USAF）曝光其基于波音767的波音KC-46装有与波音737MAX同样的MCAS系统。目前波音官方仍未作出回应。
3月26日，中国民用航空局表示，已于3月21日起暂停受理波音737 MAX 8飞机适航证的申请。
3月26日，西南航空一架波音737 MAX在执行西南航空8701号班机事故调机飞往“飞机坟场”戴维斯-蒙森空军基地在起飞后不久就宣布“因发动机问题”而紧急迫降于奥兰多国际机场，机上2人无人伤亡。
4月，欧洲航空安全局（EASA）报告说埃航302在起飞发现异常后已经关闭了MCAS系统，但后因手动配平轮失灵才重新打开了MCAS系统。目前暂时无法确认水平尾翼是否有设计缺陷。但如果确认了配平轮失灵是由于水平尾翼卡死导致，停飞潮将有可能扩散到全部737系列，包括早期的737OG与737CL，以及上一代737NG。
4月17日，印度捷特航空宣布停运，同时宣布其全部225架波音737 MAX 8订单全数取消。
4月29日，波音公司表示，波音737 MAX机型上的迎角读数分歧警报器在波音所有MAX机型上都没有被激活，但波音“不是故意将其关闭的”。
5月5日，美国《华尔街日报》报道指，波音公司的工程师2017年就已发现波音737 MAX的警报系统因为软件错误未能按照预期正常运行。报道表示，波音隐瞒该缺陷长达一年，直至2018年10月印尼狮航事故发生。
5月16日，波音宣佈已經完成了針對737 MAX飛機的更新軟體製作。而且升級到新版MCAS系統的737 MAX，已經完成了207架次上超過360小時的飛行，正等待FAA的正式許可。
5月14日，波音在其官网公布的截至4月底的民用飞机订单与交货情况显示，波音旗下747、767、777、787机型销量已降至0架，其波音737型客机录得订单净减少171架。
5月19日，波音承认其737 MAX模拟机的配平轮由于设计问题，导致其旋转难度比实体机轻松得许多。波音针对此问题宣布，将在737 MAX复航前重新设计737 MAX的模拟机，并已针对737 MAX系列的飞行模拟器软件存在的缺陷进行修正，为设备操作员提供额外的信息。但在声明中，波音未通告发现缺陷的时间、是否已向主管部门通报这一问题。
5月22日，中国东方航空、中国国际航空、中国南方航空陆续证实，已正式就737MAX系列长时间停飞所造成的损失致函波音，提出索赔要求。随后两日，厦门航空、山东航空等全部12家涉及停飞飞机的中国航司陆续证实，已正式向波音公司提出索赔。中国航空运输协会测算，如B737MAX8飞机停飞至6月底，中国航空公司已交付和待交付飞机共损失约40亿元（人民币），并将随时间推移进一步扩大。
5月22日，美国联邦航空管理局表示，其批准波音737MAX复飞不需要其他民航监管机构同意。”
6月2日，波音官方表示部分飛機機翼零件不符合官方標準，而其中21架波音737NG與20架波音737MAX可能装有此零件。目前波音已經緊急聯繫航司更換零件并額外檢查112架737NG和159架737MAX。
6月5日，冰島航空表示由於受波音737MAX停飛以及未停飛機隊中僅剩波音757，將裁去全部45名737MAX飛行員。
6月26日，美国联邦航空管理局表示，在近期的飞行模拟测试中，波音737MAX在场景模拟中飞控处理器的问题会使得飞机的水平安定面自行移动，使得飞机机头旋转向下并失去高度，该缺陷的发现使该机型复飞时间进一步延后。
9月26日，美国国家运输安全委员会首次发布关于波音737MAX调查报告。委员会认为，驾驶舱警告系统的混乱可能导致飞机驾驶员反应迟缓。
12月16日，波音公司宣布将于2020年1月起暂停生产737MAX型客机。
12月23日，波音公司首席执行官丹尼斯·米伦伯格因737MAX停飞事件而宣布辞职，由波音公司董事会主席大卫·卡尔霍恩接任。同日，波音公司向美国联邦航空管理局和众议院运输及基建委员会披露一批内部文件，其中显示了波音内部员工对737MAX型飞机安全隐患提出质疑的记录。
12月31日，波音公司就737MAX系列客机停飞與土耳其航空達成賠償協議，並支付2.25亿美元賠償款。

### 2020年
2020年3月中起，737MAX系列飛機在更正線路設計後，進行復飛前的試飛測試，預計年中可以復航；而受2019冠狀病毒病疫情影響，737MAX的生產工作則延至4月20日才重新開始。
同年7月1-3日，737MAX系列飛機進行關鍵的認證試飛，若成功通過即可於9月復航，但後來再改為12月。與此同時，波音亦曾向中國民用航空局就復飛事宜交涉，但由於未達復飛要求，加上波音綜合國防系統集團涉及新一輪美國對台軍售而被拒絕。
由於737MAX即將獲准復飛，美國航空及西南航空將在獲得融資的前提下，開始恢復接收已下訂並製成的同款飛機。其後，瑞安航空亦表示可於翌年恢復交付工作。
在復飛消息傳出後，中銀航空租賃亦於2020年10月下訂2架737MAX-8飛機，並將租予途易航空轄下航空公司，預計同年至2021年內交付。
2020年11月18日，美國聯邦航空管理局宣布在波音公司对该机型关键软件系统更新并对飞行员进行相关培训后，美国的航空公司可以讓波音737MAX飞机重投營運。次月2日，美国航空公司执行了737MAX自禁飞以来的首次载客飛行，此次航班从得克萨斯州的达拉斯-沃斯堡国际机场飞抵该航空公司位于俄克拉荷马州的塔尔萨的维修中心，此次飞行被认为是用于展示升级后的飞行安全性；美国航空公司表示，12月29日起纽约往返迈阿密的一航班将使用波音737MAX飞机。美国联合航空公司、美国西南航空公司分别计划在2021年第一季度、第二季度恢复使用该机型。
2020年12月9日，巴西高爾航空率先執飛737MAX解禁後的全球首班商業航班，從聖保羅飛往阿雷格里港。

### 2021年至2023年
2021年1月，加拿大交通部批准737MAX復飛；其後，該國的西捷航空率先執飛該國解禁同款客機後的首班商業航班，從卡加利飛往溫哥華，但該航班在起飛前因技術問題而臨時取消。1月27日，歐洲航空安全局（EASA）批准737 MAX在歐洲復飛。
澳洲民航安全局在2月26日表示將解除針對737 MAX型客機的停飛禁令。澳洲將因此成為亞太地區第1個允許波音737 MAX復飛的國家。
4月9日，波音緊急發表聲明，建議16間航空公司停飛部分737 MAX客機，以解決潛在電力問題。波音告知航空公司，表示每架飛機可能需時數小時，甚至幾日時間去修理，待解決電力系統問題後再復航。美國三大737 MAX客機營運商，包括西南航空、美國航空和聯合航空指已經暫時停飛超過60架同款飛機。
5月28日，中華民國交通部民用航空局發佈CAA-2019-03-007A適航指令，自同年5月31日起解除737 MAX機型的停飛禁令，但飛機需依照FAA的指令進行改正，駕駛員要經過FAA要求的特別訓練。6月16日，美国联邦航空局（FAA）向波音发布指令，要求737 MAX飞机的运营商对飞机的自动飞行控制系统MCAS进行额外检查。据悉，自动飞行控制系统MCAS与此前两次引发坠机事故的737 MAX机型有关 。6月23日，紐西蘭民航管理局（CAA）批准斐濟航空的兩架737 MAX在紐西蘭復飛。
8月4日，737 MAX其中一架樣機經由檀香山前赴上海浦東國際機場，以接受中國民用航空局的安全測試。此前，波音已於7月派出35人代表團，與中國民用航空局人員進行磋商。
8月26日，印度民航總局（DGCA）解除其對737 MAX客機的禁令。9月2日，馬來西亞民航管理局（CAAM）解除其對737 MAX客機的禁令。9月6日，新加坡民航局（CAAS）表示將允許737 MAX客機重新投入服務。12月2日，中国民航局发布适航指令，737 MAX重获适航许可。
2022年1月9日，海南航空安排旗下一架波音737 MAX進行调飛（不载客飞行），為737 MAX於中國大陸重獲適航指令後的首次飛行。同月21日，香港民航處（CAD）重新批准737 MAX營運。1月25日，澳門民航局（AACM）恢復接受波音737 MAX飛機的航班申請。
2023年1月13日，中国南方航空安排旗下一架波音737 MAX执飞广州至郑州的CZ3960航班，自此737 MAX系列在中国大陆恢复商业载客运营。

### 2024年

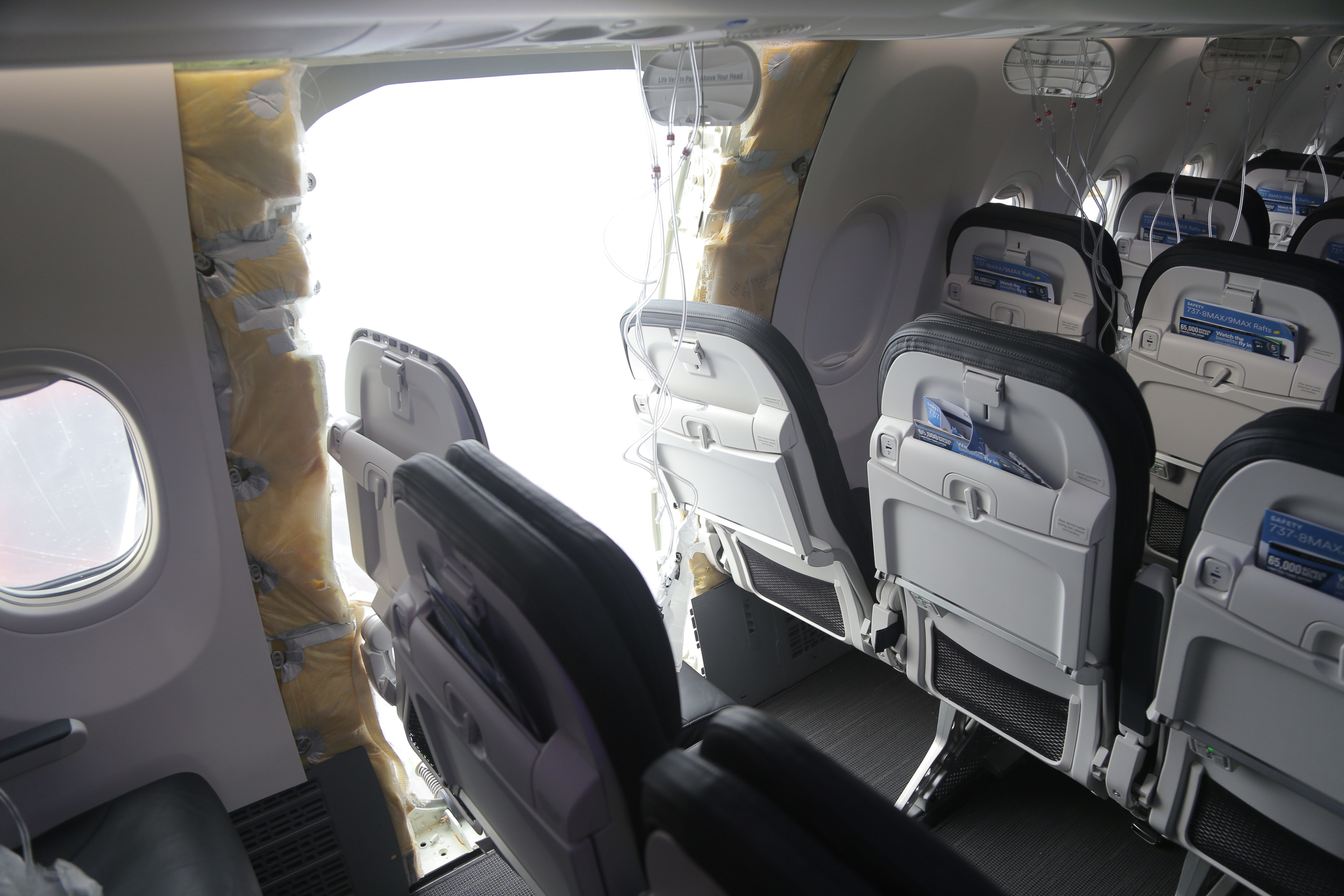
阿拉斯加航空1282号班机在高度约16,000英尺时爆开的門塞

2024年1月5日，阿拉斯加航空1282号班机事故发生后，阿拉斯加航空主动暂时停飞了其机队中全部65架同型号飞机，但次日（1月6日）中午复飞了其中18架最近已检修过翼后紧急出口的 MAX 9。随后，美国联邦航空管理局发布了紧急适航指令，要求171架737 MAX 9飛機全部停飛並對其翼後安全門進行檢查，待检查后方可复飞；当晚，阿拉斯加航空再次停飞了早前复飞的18架飞机。
1月7日，土耳其航空决定对737 MAX 9飞机停飞，并进行检查。欧洲航空安全局也已下令暂时停飞737 MAX 9飞机以进行检查。英国航空监管机构已表示，将要求所有运营737 MAX 9飞机的航空公司遵守美国联邦航空管理局指令的要求，以符合进入英国领空的标准。
1月26日，阿拉斯加航空宣布恢复波音737 MAX 9型客机的商业运营。1月27日，美国联合航空公司表示，该公司已完成第一批波音737 MAX 9型飞机的检查并恢复运营。27日上午10时30分左右，首架波音737 MAX 9型飞机从纽瓦克飞往拉斯维加斯。同日，一架波音737 MAX飞机抵达中国。这是自2019年3月以来首架交付的波音737 MAX，由中国南方航空接收，這标志着中国针对波音737 MAX近5年的禁令解除。

## 调查
据西雅图时报报道，一旦波音737 MAX新的修改完成，欧洲航空安全局将派试飞员对该机型进行测试，并对包括MCAS系统在内的飞行安全关键系统进行独立于FAA的审查。
2019年9月26日，美国国家运输安全委员会发表报告指出，波音公司在设计波音737 MAX飞行控制系统时，对机组人员面对多个警告与指示的反应与处理速度、准确度作出了不切实际的假设；波音公司及美国联邦航空管理局（FAA）在该机型适航认证测试过程中对相关的故障与失效模式（例如错误攻角传感器数据导致MCAS系统的激活）未能作出充分的风险评估及模拟。
由美國及包括欧洲、中国、巴西等區域、國家航空监管人员所組成的联合机构技术审查（Joint Authorities Technical Review，JATR），在近期对媒体公开的报告书中批评FAA未能对MCAS系统的整体功能和安全性做出充分的复查，并批评波音公司在737 MAX适航认证过程中提供了简略和过时的技术数据、对MCAS系统未做足够的压力测试。
2019年10月25日，印尼航空监管机构公布了狮航610号航班空难调查报告。调查人员指出，波音737 MAX MCAS系统设计、该机型交由美国联邦航空局的适航认证过程，以及波音未能向737 MAX的飞行员提供有关MCAS系统的任何信息、狮航对攻角传感器的维修失误与两名飞行员应变能力不足等问题，是导致事故发生的主要原因。
在10月30日美国国会听证会中，众议院运输和基础设施委员会公布的材料显示，早在2015年波音公司一名工程师就对波音737 MAX MCAS系统面对单一攻角传感器失效的安全性感到忧虑，并建议在737 Max客机中加入备用的“冗余系统”。

## 影响
由於波音737MAX停飞事件造成大批订单被取消以及737MAX系列的减产，波音的主要竞争对手空中客车公司在2019年超过波音成为当年全球最大飞机制造商，为2011年以来首次。